# Box-office français de 1990 à 1999
| Rang | Titre                              | Année | Entrées    | Nationalité            |
| ---- | ---------------------------------- | ----- | ---------- | ---------------------- |
| 1    | Titanic                            | 1998  | 20 634 793 | États-Unis             |
| 2    | Les Visiteurs                      | 1993  | 13 782 991 | France                 |
| 3    | Le Roi lion                        | 1994  | 10 123 540 | États-Unis             |
| 4    | Le Dîner de cons                   | 1998  | 9 247 001  | France                 |
| 5    | Astérix & Obélix contre César      | 1998  | 8 948 624  | France                 |
| 6    | Les Visiteurs 2                    | 1998  | 8 043 129  | France                 |
| 7    | Un Indien dans la ville            | 1994  | 7 780 802  | France                 |
| 8    | Tarzan                             | 1999  | 7 859 751  | États-Unis             |
| 9    | Le Cinquième Élément               | 1997  | 7 727 697  | France                 |
| 10   | Aladdin                            | 1993  | 7 280 423  | États-Unis             |
| 11   | Danse avec les loups               | 1991  | 7 280 124  | États-Unis             |
| 12   | Les Trois Frères                   | 1995  | 6 875 616  | France                 |
| 13   | Le Bossu de Notre-Dame             | 1996  | 6 844 064  | États-Unis             |
| 14   | Le Cercle des poètes disparus      | 1990  | 6 599 969  | États-Unis             |
| 15   | Jurassic Park                      | 1993  | 6 553 581  | États-Unis             |
| 16   | Taxi                               | 1998  | 6 522 121  | France                 |
| 17   | La Gloire de mon père              | 1990  | 6 291 402  | France                 |
| 18   | Germinal                           | 1993  | 6 161 776  | France                 |
| 19   | Terminator 2 : Le Jugement dernier | 1991  | 6 118 250  | États-Unis             |
| 20   | Mulan                              | 1998  | 5 793 697  | États-Unis             |
| 21   | Quatre mariages et un enterrement  | 1994  | 5 791 728  | Royaume-Uni États-Unis |
| 22   | Men in Black                       | 1997  | 5 754 951  | États-Unis             |
| 23   | Les Anges gardiens                 | 1995  | 5 735 594  | France                 |
| 24   | Pocahontas, une légende indienne   | 1995  | 5 656 757  | États-Unis             |
| 25   | Independence Day                   | 1996  | 5 613 189  | États-Unis             |
| 26   | Madame Doubtfire                   | 1994  | 5 025 829  | États-Unis             |
| 27   | Se7en                              | 1996  | 4 943 476  | États-Unis             |
| 28   | Robin des Bois, prince des voleurs | 1991  | 4 938 602  | États-Unis             |
| 29   | Le bonheur est dans le pré         | 1995  | 4 931 227  | France                 |
| 30   | La Vérité si je mens !             | 1997  | 4 899 862  | France                 |
| 31   | Le Monde perdu : Jurassic Park     | 1997  | 4 825 210  | États-Unis             |
| 32   | Matrix                             | 1999  | 4 771 685  | États-Unis             |
| 33   | Cyrano de Bergerac                 | 1990  | 4 734 235  | France                 |
| 34   | La vie est belle                   | 1998  | 4 721 003  | Italie                 |
| 35   | Basic Instinct                     | 1992  | 4 615 376  | États-Unis             |
| 36   | Armageddon                         | 1998  | 4 606 936  | États-Unis             |
| 37   | Coup de foudre à Notting Hill      | 1999  | 4 532 898  | Royaume-Uni États-Unis |
| 38   | Hercule                            | 1997  | 4 426 986  | États-Unis             |
| 39   | L'Arme fatale 3                    | 1992  | 4 385 039  | États-Unis             |
| 40   | Le Château de ma mère              | 1990  | 4 269 318  | France                 |
| 41   | Chérie, j'ai rétréci les gosses    | 1990  | 4 263 514  | États-Unis             |
| 42   | La Belle et la Bête                | 1992  | 4 189 365  | États-Unis             |
| 43   | Il faut sauver le soldat Ryan      | 1998  | 4 143 325  | États-Unis             |
| 44   | Pédale douce                       | 1996  | 4 126 380  | France                 |
| 45   | Mission Impossible                 | 1996  | 4 120 254  | États-Unis             |
| 46   | Pretty Woman                       | 1990  | 4 030 715  | États-Unis             |
| 47   | Les 101 Dalmatiens                 | 1997  | 4 023 892  | États-Unis             |
| 48   | Allô maman, ici bébé               | 1990  | 4 023 879  | États-Unis             |